# Vāsishka
Vāsishka, död 265 e.Kr., var en indisk monark. Han var regerande monark av Kushanariket i Indien och Afghanistan mellan 247 och 265 e.Kr.